# 靳于統
靳于统（？—？），號一吾，山东兖州府济宁州人。明朝政治人物。

## 生平
萬曆四十年（1612年）壬子科山東鄉試六十六名舉人，天啓二年（1622年）壬戌科進士。兵部观政，四年授官行人司行人。

## 家族
祖父靳学颜，吏部左侍郎。父靳雲，员外。